# Полосатый рейс
«Полоса́тый рейс» — советский художественный фильм, поставленный на киностудии «Ленфильм» в 1961 году режиссёром Владимиром Фетиным.
Эксцентрическая кинокомедия. Лидер советского кинопроката 1961 года — 45,8 млн зрителей. Кинокартина получила «Серебряный приз» международного кинофестиваля детских фильмов в Калькутте (1973).

## Сюжет
В фойе одесского цирка с буфетчиком Шулейкиным здоровается команда судна, пришедшая на представление, шутливо называет «укротителем» и вручает ему в качестве подарка («пищеблоку от флота») статуэтку бога Хотэя. Заинтригованная официантка просит его рассказать историю их знакомства. Шулейкин начинает свой рассказ.
Июль 1956 года. Советский сухогруз «Евгений Онегин» должен доставить из некоего «тропического порта» (предположительно Коломбо) на экваторе в Одессу для зоопарка партию из десяти тигров и двух львов. Этим же самым рейсом хочет вернуться домой в СССР повар из буфета советского торгпредства Шулейкин, который чрезвычайно страдает от жаркого климата и проблем с пищеварением. Вернуться он сможет только при условии, что возьмётся исполнять обязанности укротителя хищников, которых необходимо срочно доставить в Советский Союз: приехавший дрессировщик свалился с малярией, а звери каждый день «проедают» уйму валюты. Шулейкин вынужден принять выдвинутые торговым агентом условия сделки, по условиям которой ему надо скрывать от команды, что в действительности он не дрессировщик, а простой повар. Ведь без надёжного сопровождающего капитан не согласился бы взять груз на борт.
Фирма, поставившая хищников для советского зоопарка, в качестве поощрения за выгодную сделку преподносит оптовому покупателю в подарок шимпанзе. Животное помещают в мешок, который вручают в качестве сюрприза капитану судна, не информируя о содержимом «тары». Обезьяна, прямо в мешке, убегает. Вскоре на судне начинают происходить непонятные события: пропадают личные вещи у членов команды, в кастрюле с флотским борщом загадочным образом оказываются болты, гайки и даже именной хронометр Олега Петровича, старшего помощника капитана, а в его каюте, где была произведена уборка, обнаружен полный погром. Старпом подозревает, что все эти каверзы — дело рук непутёвой буфетчицы Марианны. Капитан, которому та приходится племянницей, не склонен разделять его подозрения, однако вынужден всё же принять меры.
Шулейкин читает команде судна лекцию о тиграх, и прямо во время мероприятия появляется обезьяна, поливает моряков из огнетушителя и сбегает, надев чью-то тельняшку. Капитан приказывает команде изловить примата и утопить, но вместо обезьяны те случайно ловят его самого. Вскоре старпом обнаруживает животное в своей каюте, однако, пожалев безобразника, решает скрыть шимпанзе от расправы и обучает его открывать дверь по условному стуку. Капитан приходит к старшему помощнику и предлагает ему извиниться перед Марианной за несправедливые подозрения. Но тот отвечает категорическим отказом. Сама же Марианна слышит это и решает отомстить.
На палубе судна появляются отпечатки огромных звериных лап. Вся команда считает, что это Шулейкин по ночам выпускает тигров погулять. Тот «признаётся», что, страдая бессонницей, действительно каждую ночь даёт хищникам погулять по палубам, чтобы те не заболели рахитом. После такого «откровения» Шулейкина снабдили запасом снотворного, а Олег Петрович получил от капитана два строгих выговора с предупреждением и теперь по ночам ведёт наблюдение за всем происходящим на судне. На вторую ночь ему всё-таки удаётся обнаружить, что следы имитирует Марианна. Влюблённая в старпома девушка надеется таким образом привлечь к себе его внимание, однако предмет её нежных чувств видит в таком поведении лишь банальное хулиганство. Капитан, желая наконец-то навести порядок на корабле, сажает племянницу под арест с отбыванием штрафных работ на камбузе, которые, однако, вскоре прекращаются — Марианна, заслушавшись рассказом кока о былых злоключениях Олега Петровича, случайно портит суп всей команде: её так потрясла история о том, что старпом сам был раньше капитаном судна, но, влюбившись в пассажирку, из-за неё повредил судно, которое ударилось о причал, и в результате его понизили в должности. Команда просит капитана простить Марианну, обещая взять её на поруки, но тщетно.
Между тем шимпанзе сбегает из каюты старпома на палубу, где часть команды танцует чечётку. Обезьяна, приняв ритмичное щелканье каблуками за условный стук, открывает все клетки с хищниками. Тигры и львы выходят на палубу, и члены команды, обнаружив их побег, спасаются кто как может: матрос Мотя сбрасывает за борт верёвочную лестницу и повисает на ней над водой, некоторые члены команды вооружаются инструментами с пожарных щитов. Капитан приходит на мостик, где несут свою вахту старпом и матрос Кныш. С обеих сторон мостик тут же блокируют львы и тигры. Звери расходятся по судну и устраивают погром. Радист пытается передать сигнал бедствия. Ничего не подозревающий Шулейкин в это время принимает ванну в своей каюте. Промыв глаза от пены и увидев рядом тигра, он опрометью убегает из каюты нагишом и пытается спрятаться. Его обнаруживают члены команды и требуют усмирить хищников, но он не может этого сделать и вместе с боцманом запирается в пустых клетках. Хищники продолжают хозяйничать и бесчинствовать на судне. Один из львов забирается в каюту Шулейкина и наедается снотворного. Механики в машинном отделении, не зная о происходящем на палубе, с нетерпением ждут смены. Тем временем из местного цирка прилетает на вертолёте иностранный укротитель Чоколади, но, увидев, что звери не дрессированы, он пугается и улетает обратно. На прощание один из тигров успевает разорвать в клочья его костюм, а шимпанзе подбирает выпавший револьвер-пугач.
Всё это время Марианна продолжает томиться под арестом в каюте, оставаясь в неведении о том, что творится на судне. Не выдержав, узница вылезает через иллюминатор. Сначала она пугается, обнаружив тигров, но вскоре оказывается, что они не проявляют к ней никакой агрессии. Марианна, поняв, что лишь она может восстановить порядок на корабле и спасти экипаж от серьёзной опасности, пытается загнать животных в клетки, но тут один из тигров случайно сталкивает её за борт в воду, задев лапой. Тигры прыгают в море следом за ней. В это время сухогруз уже идёт вдоль советского побережья, приближаясь к Одессе. Марианна и хищники плывут к местному пляжу, где их появление вызывает всеобщую панику среди отдыхающих.
Наконец буфетчица возвращается на судно вместе с тиграми. После всевозможных приключений тигры и львы занимают свои клетки.
Марианна, видя старшего помощника, симулирует обморок и падает ему на руки. Он относит её в каюту. Команда находит в каюте Шулейкина спящего льва, который наелся снотворного, и относит его в клетку. По прибытии судна в Одессу Олег Петрович, восстановленный в должности капитана, сходит с корабля на берег вместе с шимпанзе, одетым в морскую форму.
…Шулейкин заканчивает рассказ. В это время в цирке происходит драка между крупными хищниками, Шулейкин с официанткой идут за кулисы и видят в зале Олега Петровича и Марианну — после той истории они всё-таки поженились, а Марианна стала работать ветеринаром. Поэтому именно Марианна идёт осматривать пострадавшего в драке со львом тигра, а затем в открытой машине везёт его по городу на операцию, вызывая у прохожих удивление…

## В ролях
| Актёр                    | Роль                                                                                |
| ------------------------ | ----------------------------------------------------------------------------------- |
| Алексей Грибов           | капитан Василий Васильевич                                                          |
| Иван Дмитриев            | старпом Олег Петрович (в сцене с тиграми дублёр Константин Константиновский)        |
| Маргарита Назарова       | буфетчица, племянница капитана Марианна Андреевна (роль озвучила Галина Короткевич) |
| Евгений Леонов           | вынужденно выдававший себя за дрессировщика буфетчик Глеб Савельевич Шулейкин       |
| Владимир Белокуров       | боцман Алексей Степанович (роль озвучил Владимир Трошин)                            |
| Николай Волков (старший) | агент фирмы — продавца зверей (роль озвучил Ефим Копелян)                           |
| Александр Бениаминов     | иностранный укротитель Чоколади («укротитель липовый»)                              |
| Аркадий Трусов           | кок                                                                                 |
| Вячеслав Сирин           | матрос-чечёточник Мотя                                                              |
| Алексей Смирнов          | вахтенный матрос Валя Кныш                                                          |
| Алексей Кожевников       | радист                                                                              |
| Василий Лановой          | «король пляжа» (нет в титрах)                                                       |
| тигр Пурш                | тигр                                                                                |

## Съёмочная группа
- Авторы сценария — Алексей Каплер, Виктор Конецкий
- Режиссёр-постановщик — Владимир Фетин
- Режиссёр-дрессировщик — Константин Константиновский
- Главный оператор — Дмитрий Месхиев
- Художник — Алексей Рудяков
- Композитор — Вениамин Баснер

## Сценарий
По словам Виктора Конецкого, толчком к созданию фильма стал визит императора Эфиопии (имеется в виду официальный визит Хайле Селассие в Москву летом 1959 года), которого Никита Хрущёв повёл в цирк; в конце представления Маргарита Назарова принесла в ложу тигрят, а Хрущёв посетовал на то, что о ней до сих пор не сняли фильм. «И по всем киностудиям страны был брошен клич: немедленно сделать фильм про Маргариту Назарову. Директорат — на дыбы. Стали искать сценарий».
В основу сценария легла реальная, хотя и трансформированная история из жизни автора, профессионального моряка, капитана дальнего плавания Виктора Конецкого. Из его же воспоминаний: «Мы везли с острова Врангеля трёх медведей. Для цирка в Мурманске. Один выбрался из клетки и стал метаться по пароходу. Зверюги эти очень страшные. Кое-как, вооружившись пожарными шлангами, загнали его обратно».
Идея сюжета понравилась директору «Ленфильма», а впоследствии и Маргарите Назаровой с Константином Константиновским, которому предложили роль режиссёра-дрессировщика, и Конецкий активно включился в работу над сценарием, переделав медведей в тигров и львов. По предварительной смете съёмки картины должны были обойтись в районе 15 млн рублей, поэтому вскоре некий высокопоставленный чиновник решил «укрепить» молодого автора более опытным Алексеем Каплером, который ввёл в повествование любовную линию.

## Съёмки
Фильм снимался на теплоходе «Фрязино», в открытом море на маршруте из Одессы в Батуми, в то время как на стоящем в Ленинграде сухогрузе «Матрос Железняк» проводились предварительные репетиции. Павильонные сцены снимались на «Ленфильме».
В картине снялись все десять цирковых тигров, с которыми работали супруги, лев Васька из Ленинградского зоопарка, уже имевший опыт съёмок («Дон Кихот», «Она вас любит», «Новые похождения кота в сапогах»), и шимпанзе по кличке Пират из киевского зоопарка (на съёмках также присутствовала его подруга, обезьяна Чилита, без которой Пират отказывался сниматься). Как вспоминала Назарова, приходилось много импровизировать: «Дублей в этом фильме не было, а были варианты. Зверь не может дважды повторить задание. Приходилось мгновенно реагировать на неожиданные повороты».
Льва с тиграми подружить не удалось, и эпизоды с его участием снимали отдельно (кроме двух эпизодов с дерущимися хищниками). В сцене, где старпом борется с тигром, вместо Дмитриева снялся Константиновский, а многих других актёров дублировал тренер-дрессировщик Аркадий Рудин. Единственным, кто отказался от дублёра, был Алексей Смирнов, причём он сам придумал ряд опасных эпизодов: в частности, эпизод с радиорубкой, где он держится за хвост тигра; ради него Смирнов месяц ходил вокруг клеток, подкармливая животных и завоёвывая их расположение.

В книге Максима Могилевского «Полосатый рейс» (2003) в числе прочих был озвучен миф, который получил затем широкую огласку: якобы сцену со спящим львом снимали в последний день, но, поскольку Васька отказывался есть снотворное, было принято решение застрелить его, и команда тащила на носилках уже мёртвое животное. Как писал позже ведущий научный сотрудник Зоологического института РАН Михаил Козлов,
«Странно, но спустя несколько десятилетий откуда ни возьмись появились „страшилки“ про то, что Васю во время съёмок застрелил некий пиротехник из пистолета в ухо, приняв стакан водки для храбрости. И сделал это только для того, чтобы снять эпизод с выносом „спящего“ зверя на палубу судна… Эта дикая версия проникла и в книги про киношный быт. Но факт в том, что Васька после съёмок живой и здоровый вернулся в Ленинградский зоопарк, где ещё долго жил, окружённый заботами сотрудников и восторженным интересом посетителей».
Вместе с тем, в документальном фильме Дмитрия Месхиева показана гибель поросёнка, которого использовали в качестве приманки в сцене, где тигры якобы наблюдают за вертолётом с укротителем Чоколади (Александр Бениаминов): поросёнок порвал защитную сетку, вывалился из клетки и был съеден.
По другой легенде, также упомянутой в книге Могилевского, Евгений Леонов согласился на сцену с участием тигра Пурша (эпизод в ванной) с условием, что между ним и зверем установят прочное стекло; однако стекло бликовало, и режиссёр приказал снимать без него, не поставив в известность актёра, поэтому его испуг и вышел таким натуральным. Однако, по словам второго оператора Дмитрия Долинина, сцену изначально снимали безо всякого стекла, «на авось», и актёр прекрасно об этом знал, хотя и был сильно напуган.
Василий Лановой, сыгравший отдыхающего на пляже в знаменитом диалоге: "-Красиво плывут! -Кто? -Вон та группа в полосатых купальниках… ", первоначально сниматься в картине не собирался. Артист приехал в Одессу отдохнуть, здесь его увидел режиссёр и предложил сыграть в эпизоде «короля пляжа».

## Фильм в зарубежном прокате
- «Rette sich, wer kann!»[13] («Спасайся кто может!», ГДР)

## В других произведениях
- По мотивам фильма и его киносценария писатель и сценарист Виктор Конецкий написал одноимённую книгу[6].
- Параллельно с основными съёмками оператор Дмитрий Месхиев запечатлел на камеру съёмочный процесс, позднее смонтировав документальный 23-минутный телефильм «Внимание, тигры!» Премьера состоялась в том же 1961 году на центральном телевидении[9][14].
- В сериале «Маргарита Назарова» (2016) показан процесс съёмок фильма (6 и 7 серия).
- В книге Юрия Ермолаева «Можете нас поздравить» главные герои смотрят фильм «Полосатый рейс» в Доме культуры.
- В сериале «Ликвидация» (2007) во второй серии на столе лежит коробка от плёнки «Полосатый рейс», что является анахронизмом.